# جيمي ويسنر
جيمي ويسنر (بالإنجليزية: Jimmy Wisner)‏ هو كاتب أغاني وموسيقي ومنتج أسطوانات وعازف بيانو أمريكي، ولد في 8 ديسمبر 1931 في فيلادلفيا في الولايات المتحدة، وتوفي في 13 مارس 2018.

## وصلات خارجية
- جيمي ويسنر على موقع IMDb (الإنجليزية)
- جيمي ويسنر على موقع ميوزك برينز (الإنجليزية)
- جيمي ويسنر على موقع أول ميوزيك (الإنجليزية)
- جيمي ويسنر على موقع ديسكوغز (الإنجليزية)